# Mitch Creek
Mitchell "Mitch" Creek (Horsham, Victoria, 27 de abril de 1992) es un baloncestista australiano que pertenece a la plantilla del Trabzonspor B.K. de la TBL, la segunda división turca. Con 1,96 metros de estatura, juega en la posición de escolta. 

## Trayectoria deportiva

### Primeros años
En 2010, en su debut internacional con la selección australiana sub-19, ganó el prestigioso torneo Albert Schweitzer Tournament pro primera vez para su país, siendo además elegido mejor jugador del mismo.

### Profesional
Comenzó su carrera profesional en la temporada 2010-11 de la NBL australiana, debutando el 3 de diciembre de 2010 ante los Townsville Crocodiles, logrando 7 puntos y 3 robos en 21 minutos en pista. Disputó seis temporadas en la liga de su país, siendo la más destacada la última, la 2017-18, en la que promedió 14,8 puntos y 6,0 rebotes por partido.
El 2 de abril de 2018 fichó por el BG 74 Göttingen de la Basketball Bundesliga para acabar la temporada, disputando siete partidos en los que promedió 11,9 puntos y 2,7 rebotes. El 20 de agosto firmó con los Brooklyn Nets de la NBA un contrato no garantizado para disputar la pretemporada. Tras jugar un único partido de preparación, fue despedido. Diez días después firmó contrato con el filial en la G League, los Long Island Nets.
El 25 de enero de 2019 firmó un contrato por diez días con los Brooklyn Nets de la NBA, debutando al día siguiente ante New York Knicks. Firmó un segundo contrato de 10 días el 4 de febrero, pero fue despedido tres días más tarde. Tras acabar contrato, regresó a los Long Island Nets.
El 30 de marzo firmó un contrato de diez días con Minnesota Timberwolves. El 9 de abril renovó el contrato con los Timberwolves hasta final de temporada. En julio de 2019 jugó con los Wolves la Liga de Verano de la NBA.
Se unió a los South East Melbourne Phoenix para su temporada de debut en la NBL Australia en 2019-20. Anotó 32 puntos, el máximo de su carrera en la NBL, en un partido contra los Cairns Taipans el 26 de enero de 2020. El 15 de marzo de 2021, la NBL anunció que Creek no jugaría ni entrenaría con los Phoenix por tiempo indefinido después de recibir cargos derivados de presuntos delitos de agresión. Fue reintegrado a la NBL el 30 de marzo, pero renunció a su capitanía del equipo y no se le permitió participar en actividades comunitarias con el equipo..
Al término de la temporada 2021-22 de la NBL, jugó en Puerto Rico con los Mets de Guaynabo del Baloncesto Superior Nacional. El 18 de mayo de 2022 volvió a firmar con Phoenix con un contrato de tres años. En noviembre de 2022 jugó su partido número 300 en la NBL. El 18 de diciembre de 2022 anotó 46 puntos en una victoria por 113-112 en un partido con dos prórrogas sobre los Sydney Kings. Al término de la temporada, regresó a los Mets de Guyaynabo para jugar durante el verano.
En la temporada 2023-24 de la NBL, promedió 20,8 puntos y 6,7 rebotes por partido, y posteriormente fue incluido en el segundo mejor quinteto de la liga. Después de cinco temporadas, se separó de los Phoenix, dejándolo como líder de la franquicia en puntos, rebotes, asistencias y robos.
En marzo de 2024 firmó con los Xinjiang Flying Tigers de la CBA china  por el resto de la temporada. En junio de 2024 se unió a los Atléticos de San Germán del BSN. Al mes siguiente se unió a los Vancouver Bandits de la Canadian Elite Basketball League.
En noviembre de 2024 firmó con el Trabzonspor B.K. de la TBL, la segunda división turca.

## Estadísticas de su carrera en la NBA

### Temporada regular
| Año     | Equipo    | PJ | PT | MPP  | %TC  | %3P  | %TL  | RPP | APP | ROB | TPP | PPP |
| ------- | --------- | -- | -- | ---- | ---- | ---- | ---- | --- | --- | --- | --- | --- |
| 2018-19 | Brooklyn  | 4  | 0  | 9.0  | .500 | .000 | .714 | 2.5 | 1.3 | .3  | .0  | 3.8 |
| 2018-19 | Minnesota | 1  | 0  | 12.0 | .500 | .000 | ---  | 2.0 | 1.0 | 1.0 | .0  | 5.0 |
| Total   | Total     | 5  | 0  | 9.6  | .500 | .000 | .714 | 2.4 | 1.2 | .4  | .0  | 4.2 |